# Робърт Макклур
Сър Робърт Джон ле Мезюре Макклур (на английски: Robert John Le Mesurier McClure) е английски изследовател на Арктика от ирландски произход.

## Биография

### Младежки години (1807 -1848)
Роден е на 28 януари 1807 година в Уексфорд, Ирландия, в семейство на военен. Първоначалното си образование получава под ръководството на чичо си. През 1824 г. постъпва във военноморския флот и 12 години по-късно е първото му запознаване с Арктика. Участва в експедицията на Джордж Бак. След завръщането си от експедицията е произведен в чин лейтенант.
През 1838 – 1839 г. извършва плавания до Канада, а следващите години, до 1846 г., участва в създаването на военноморски бази в Канада и на Големите и Малките Антилски о-ви.

### Изследователска дейност (1848 – 1854)

#### Участие в експедицията на Джеймс Рос (1848 – 1849)
През 1848 се присъединява към експедицията на Джеймс Кларк Рос, изпратена да търси Джон Франклин, с корабите „Ентърпрайз“ и „Инвестигейтър“. Зимуват на остров Принц Леополд, където оборудват склад с хранителни припаси и материали, който впоследствие помага на много от следващите експедиции в района. В края на август 1849 корабите се освобождават от ледения плен и през ноември 1849 година се завръщат в Англия, без да намерят никакви следи от експедицията на Франклин и без да извършат някакви съществени открития.

#### Откриване на Северозападния проход (1850 – 1854)
Веднага след завръщането си от Арктика през 1850 г. Макклур е назначен за командир на кораба „Инвестигейтър“ в нова експедиция, целта на която е отново търсене на Джон Франклин и неговите спътници, но по стечение на обстоятелствата открива Северозападния проход.
През 1850 г. от Тихия океан през Беринговия проток и море Бофорт в източно направление прониква в широкия залив Амундсен. Тръгва на север и на 119º 36` з.д. открива южния в ход на протока Принц на Уелс (между остров Банкс на северозапад и остров Виктория на югоизток). Зимува в централната част на протока Принц Уелски на 72°50′ с. ш. 117°55′ з. д. / 72.833333° с. ш. 117.916667° з. д.. През късната есен е проведен поход на север от местозимуването и на 26 октомври е открит северния вход на протока Принц Уелски и последния, най-западния (протока Макклур, между Банкс на юг и островите Принц Патрик и Мелвил на север) от поредицата протоци, съставляващи Северозападния проход.
През пролетта на 1851 г. Макклур изпраща в три посоки изследователски отряди. Западният отряд, под командването на лейтенант Кресуел (Cresswell), открива и изследва южния и западния бряг на остров Банкс. Южният отряд, под командването на лейтенант Хасуел, открива северозападната част на остров Виктория – п-ов Принц Алберт и залива Принц Алберт (71°20′ с. ш. 117°00′ з. д. / 71.333333° с. ш. 117° з. д.). Източния отряд, ръководен от ескимоса Уиниат, заобикаля от север п-ов Принц Алберт и открива заливите Ричард Колинсън (72°45′ с. ш. 113°52′ з. д. / 72.75° с. ш. 113.866667° з. д.) и Уиниат (72°36′ с. ш. 110°52′ з. д. / 72.6° с. ш. 110.866667° з. д.).
През лятото Макклур прави опит да се придвижи с „Инвестигейтър“ в североизточно направление до остров Мелвил, но достига до 73º 44` с.ш., където е спрян от ледове. Тогава англичаните решават да се върнат обратно, заобикалят от юг и запад остров Банкс и навлизат от запад в протока Макклур, където корабът отново е спрян от непроходими ледове и зимува в залива Мерси, на северното крайбрежие на Банкс, на 74°06′ с. ш. 118°57′ з. д. / 74.1° с. ш. 118.95° з. д., като се налага да се съкратят дажбите на екипажа и хората започват да боледуват от цинга.
През април 1852 г. Макклур и екипажът му изоставят замръзналия в ледовете кораб, движат се на изток на ски и достигнат до мястото (113º 48` з.д.), до което през 1820 г. достига от изток Уилям Едуард Пари и където оставят писмо с описание на състоянието на експедицията. Следва ново зимуване, което е още по-тежко от предишното и умират няколко души. През април 1853 г. хората са спасени от експедицията на Едуард Белчер, които намират писмото на Макклур и през септември 1854, след ново – четвърто зимуване, се завръщат в Англия заедно с екипажа на Едуард Белчер. По този начин хората от експедицията на Макклур са първите европейци успели да преминат през Северозападния проход от запад на изток.

### Следващи години (1854 – 1873)
След завръщането си през 1854 г. Макклур, като началник на експедицията, заедно с другите капитани Едуард Белчер и Френсис Макклинток и старшите офицери, са предадени на съда поради това, че са изоставили в ледовете пет кораба. След известно време всички те са оправдани. Макклур, за открития от него случайно Северозападен проход е посветен в рицарско звание, повишен в звание и заедно с целия екипаж си разделят наградата от £ 10000 дадена им от британския парламент. Награден е със златни медали на Лондонското и Парижкото географски дружества и през 1857 г. в Лондон излиза от печат книгата му: „Discovery of the North West Passage“.
От 1856 до 1861 г. продължава да служи във военноморския флот, достига до чин вицеадмирал през 1867, а през 1873 – пълен адмирал. Същата година на 17 октомври умира в Портсмът на 66-годишна възраст. Погребан е в Лондон.

## Памет
Неговото име носят:
- кратер на Луната;
- нос Макклур (74°33′ с. ш. 121°18′ з. д. / 74.55° с. ш. 121.3° з. д.) на северния бряг на остров Банкс в Канадския арктичен архипелаг;
- нос Макклур (72°54′ с. ш. 96°41′ з. д. / 72.9° с. ш. 96.683333° з. д.) най-северната точка на остров Пандора в Канадския арктичен архипелаг;
- о-ви Макклур (70°22′ с. ш. 147°25′ з. д. / 70.366667° с. ш. 147.416667° з. д.) в море Бофорт, покрай северното крайбрежие на Аляска;
- проток Макклур (74°40′ с. ш. 117°40′ з. д. / 74.666667° с. ш. 117.666667° з. д.) в Канадския арктичен архипелаг, между островите Мелвил на север и Банкс на юг.